# Kim Kuk-jin
Kim Kuk-jin (* 5. Januar 1989) ist ein nordkoreanischer Fußballspieler.

## Karriere

### Verein
Kim kam im Sommer 2008 zum Schweizer Zweitligisten FC Concordia Basel. Der Transfer kam durch die Kooperation einer Firma namens Friends of Korea, deren Teilhaber Concordia-Präsident Glaser ist, mit dem nordkoreanischen Fußballverband zustande. Laut dieser Kooperation besitzt das Unternehmen die Transferrechte für Europa an allen A-Nationalmannschafts- und Olympiaauswahlspielern Nordkoreas.  Neben Kim wurde auch dessen Landsmann Pak Chol-ryong verpflichtet, beide unterzeichneten einen Vertrag über drei Jahre. Die beiden werden vom früheren nordkoreanischen FIFA-Schiedsrichter Son O-il betreut.
Nach dem Lizenzentzug und dem damit verbundenen Zwangsabstieg von Concordia Basel am Ende der Saison 2008/09, erhielt er beim Zweitligisten FC Wil einen neuen Vertrag. Für diesen absolvierte er bis Ende 2010 20 Ligapartien, bevor er nach Nordkorea zurückkehrte.

### Nationalmannschaft
Kim nahm 2005 als Spieler der Sportgruppe Pjöngjang mit der nordkoreanischen U-17-Auswahl an der U-17-Weltmeisterschaft in Peru teil. Er kam beim Viertelfinaleinzug in allen drei Vorrundenpartien zum Einsatz und erzielte dabei zwei Treffer, war aber für das Viertelfinale gegen Brasilien nach einem Platzverweis im letzten Vorrundenspiel gesperrt.
2006 gewann er mit seiner Mannschaft die U-19-Asienmeisterschaft durch einen Finalerfolg über Japan. Dadurch war man auch für die ein Jahr später stattfindende Junioren-WM 2007 in Kanada qualifiziert, an der Kim ebenfalls teilnahm und beim Vorrundenaus zu drei Einsätzen kam. 2007 scheiterte er mit der Olympiaauswahl (U-23) in der finalen Qualifikationsrunde an Australien und Irak. Im Dezember 2009 nahm er mit dem Olympiateam am Fußballturnier der Ostasienspiele teil.
2008 stand Kim im Kader der nordkoreanischen A-Nationalmannschaft beim AFC Challenge Cup in Indien. Zudem spielte er in beiden Erstrundenpartien der WM-Qualifikation gegen die Mongolei und erzielte dabei einen Treffer.